# Mihail Cibotaru
Mihail Cibotaru (n. 21 iunie 1934, Vărvăreuca, județul Soroca, Regatul României – d. 20 ianuarie 2021) a fost un prozator, publicist și scenarist din Republica Moldova, care a îndeplinit funcția de ministru al Culturii și Cultelor al Republicii Moldova (1994-1996).

## Biografie
Mihail Cibotaru s-a născut la data de 21 iunie 1934, în satul Vărvăreuca (pe atunci în județul Soroca din România, astăzi în raionul Florești din Republica Moldova). A urmat numai trei clase românești la școala primară  din satul natal, apoi, după ocuparea Basarabiei de către URSS a învățat la Școala medie din Florești, pe care a absolvit-o cu medalie de argint. 
Și-a făcut studiile la Facultatea de Filologie a Universității de Stat din Chișinău, ale cărei cursuri le-a absolvit în anul 1959 și a urmat apoi Școala Superioară de Partid, secția jurnalistică de pe lângă CC al PCUS, Moscova (1967).
A lucrat ca jurnalist la ziarele „Tinerimea Moldovei”(1957-1959) și „Moldova Socialistă”(1959-1975), iar începând din anul 1975 a fost redactor șef al revistei „Moldova” și redactor șef al săptămânalului „Luceafărul”. Articolele sale sunt grupate în culegerile de schițe, portrete, reportaje, note de călătorie Glasul inimii (1971) și Oameni de omenie (1981). În anul 1984 a primit titlul de Jurnalist emerit din RSSM. În anii '80 a avut de suferit șicane din partea autorităților sovietice pentru faptul că a publicat scriitori ca Grigore Vieru, Ion Hadârcă etc.
Mihail Cibotaru s-a remarcat și ca un valoros prozator. El a debutat în presă cu povestiri la începutul anilor '60. Primul său volum de povestiri, intitulat Tăcerea pădurilor (1965), s-a distins printr-o problematică cetățenească, prin lirism și căldură umană. A urmat publicarea volumului Durerea liniștii (1969) - care vădește aceeași preferință pentru teme și probleme cetățenești, dar locul lirismului îl ia aici narațiunea epică, străbătută de un bogat fior dramatic. Au urmat volumele de schițe și povestiri Semaforul, Izvoare, Sârjoaca și Cu legea pre lege călcând. Este autor și de povestiri pentru copii ("Lupul", "Pasăre călătoare" etc.).
Publică de asemenea trei romane: Semănătorii (1974), Drumuri (1979) și Îndrăzneala (1983) în care abordează probleme etice, sociale, ecologice și economice pe care le ridică viața. Primul roman se referă la evoluția satului moldovenesc pe plan social odată cu intrarea lui în etapa revoluției tehnico-științifice. A publicat apoi romanele Eclipsa și Vijelia, care au apărut în revista "Basarabia" în 1990 și, respectiv, în 1993.
În perioada 5 aprilie 1994 - 24 ianuarie 1997, pe timpul președinției lui Mircea Snegur, Mihail Cibotaru a îndeplinit funcția de ministru al Culturii în Guvernul condus de Andrei Sangheli. A fost înlocuit din funcție, deoarece a refuzat să se conformeze dispoziției noului președinte, Petru Lucinschi, de a-l elibera din funcția de director al Teatrului de Operă și Balet pe Mihail Munteanu, care fusese numit în post cu o zi înainte de a primi această indicație .
După ce timp de nouă luni a șomat, Mihail Gheorghe Cibotaru a fost angajat în calitate de șef de secție la Agenția "Moldpres". A condus apoi, timp de trei ani, ziarul "Luceafărul", o publicație care avea un tiraj de 10 mii de exemplare.
La alegerile din 25 februarie 2001, a candidat la funcția de deputat în Parlamentul Republicii Moldova din partea Partidului Renașterii și Concilierii din Moldova, pe poziția 50, dar partidul condus de Mircea Snegur nu a depășit pragul electoral pentru a intra în Parlament.
În aprilie 2015 i s-a conferit Ordinul Republicii „în semn de înaltă apreciere a meritelor deosebite față de stat, pentru muncă îndelungată și prodigioasă în domeniul de activitate și înaltă măiestrie profesională”.

## Cărți publicate
- Tăcerea pădurilor (1965)
- Durerea liniștii (1969)
- Semaforul(1985)
- Oameni de omenie (1981)
- Izvoare(1983)
- Sârjoaca(1986)
- Cu legea pre lege călcând(1991)
- Semănătorii (1974) - roman
- Drumuri (1979) - roman
- Îndrăzneala (1983) - roman
- Eclipsa (1990) - roman
- Vijelia (1993) - roman[2]

## Aprecieri critice
„Mihail Gheorghe Cibotaru este un autor de proză ce se naște la intersecția reportajului literar în vâltoarea vieții și în mrejele diabolic înnodate ale cotidianului "gol".”—Acad. Mihai Cimpoi în volumul O istorie deschisă a literaturii române din Basarabia''